# Hexatoma citrina
Hexatoma citrina är en tvåvingeart som beskrevs av Alexander 1965. Hexatoma citrina ingår i släktet Hexatoma och familjen småharkrankar. Inga underarter finns listade i Catalogue of Life.